# Юліус Комарек
Юліус Мілош Комарек (чеськ. Julius Miloš Komárek; 15 серпня 1892, Жєлєзна-Руда (нині район Клатови Плзенського краю Чехії — 7 лютого 1955, Прага) — вчений, зоолог та ентомолог, письменник, педагог. Професор (1932). Доктор наук. член-кореспондент Чехословацької академії наук. Президент Чехословацького зоологічного товариства (1934—1955).

### Діяльність
Після закінчення гімназії в 1911 році, вивчав природні науки на факультеті мистецтв Карлового університету в Празі.
З 1932 року - професор зоології Зоологічного інституту Карлового університету. Одночасно - доцент відділення сільського господарства і лісової справи Чеського технічного університету (тепер Чеський агротехнічний університет). У жовтні 1921 року в Празі був організований Науково-дослідний інститут лісового господарства ЧСР, керівництво яким було доручено професору Ю. Комареку. На цій посаді він працював до 1945 року. Причиною створення інституту став спалах масового розмноження лісового шкідника шовкопряда-монашки. Ю. Комарек був першим у Центральній Європі що використав в 1926 і 1932 роках засоби боротьби з шовкопрядом і совкою сосновою. Комарек проводив наукові дослідження в галузі зоології та ентомології, в тому числі, медичної ентомології та лісового господарства, мисливствознавства та рибальства, а також охорони природи. Був співзасновником науково-дослідного інституту охорони лісів, деканом і заступником декана факультету природничих наук, засновником ентомологичеськой лабораторії чехословацької Академії наук. Ю. Комарек - член ряду престижних наукових товариств, в тому числі Чеського королівського товариства, чехословацької сільськогосподарської академії, Академії праці ім. Масарика, Наукового товариства ім. Шафарика, чехословацького суспільства зоології, орнітології та ентомології та ін. З 1934 по 1955 рік - Президент Чехословацької зоологічного товариства (1934-1955). Чимала заслуга належить Ю. Комареку в справі створення національних парків «Шумава» і в Татрах.

### Творчість
Автор книги «Lovy v Karpatech» (Praha, 1960; перекладена угорською і словацькою мовами) про мисливські подорожі у 1920-х рр. на території Закарпаття.
1. 1 2 3  Чеська національна авторитетна база даних
2. 1 2  Studenti pražských univerzit 1882–1945
3. 1 2  Архів образотворчого мистецтва (Чехія)
4. ↑  Bubenik, A. (1955-09). Prof. Dr. Julius Komárek. Zeitschrift für Jagdwissenschaft. Т. 1, № 3. с. 151—151. doi:10.1007/bf01906827. ISSN 0044-2887. Процитовано 19 січня 2021.